# Anne Flierman
Anne Herman Flierman (Emmen, 12 november 1955) is een Nederlandse bestuurder. Van 1 augustus 2005 tot 1 mei 2013 was hij voorzitter van het college van bestuur van de Universiteit Twente en vanaf 1 mei 2013 voorzitter van de Nederlands-Vlaamse Accreditatieorganisatie. Vanaf 16 juni 2009 was hij tien jaar Eerste Kamerlid namens het CDA.
Flierman studeerde geschiedenis aan de Rijksuniversiteit Leiden, waar hij ook promoveerde. Hij is onder andere werkzaam geweest als secretaris-directeur van de Stadsregio Rotterdam, als gemeentesecretaris in Arnhem en als vicevoorzitter van het college van bestuur van de Universiteit Maastricht.
Daarnaast is Flierman lid van de redactie van Bestuursforum (orgaan van de CDA-bestuurdersvereniging) en lid van de commissie staatkundige vernieuwing van het Wetenschappelijk Instituut voor het CDA.
Op 16 juni 2009 werd Flierman beëdigd als Eerste Kamerlid. Hij volgde Hans Klein Breteler op, die ontslag had genomen ingevolge een eerder gemaakte interne CDA-afspraak.
- Parlement.com: vhk718ixwawx